# Bernhard Courländer
Bernhard Courländer (2. januar 1815 i København – 14. april 1898 i Baltimore) var en dansk pianist.

## Liv og gerning
Han var født i København af jødiske forældre, købmand Siegmund Wolff (Martin Siegsmund Wilhelm) Courländer (ca. 1784-1832) og Caroline Henriette født Wallach (ca. 1786-1853). 15 år gammel optrådte han som pianist og spillede en koncert af Ferdinand Ries på Det Kongelige Teater efter at have fået undervisning af Conrad Lüders og Ignaz Moscheles, når han var i København. Med offentlig understøttelse rejste han til udlandet, hvor han i flere år uddannede sig under Aloys Schmidts vejledning. Efter sin hjemkomst i 1836 blev han en fejret virtuos, optrådte ved talrige koncerter (bl.a. på Det kgl. Teater 1836, i Musikforeningen 1839 og 1845), altid overordentlig respektfuldt omtalt i Københavnsposten, der fremhæver "vor talentfulde Landsmand" og omtaler hans "Smag og ualmindelige Færdighed". Ved disse koncerter og aftenunderholdninger spillede Courländer især tidens yndede klaverstykker, hvis komponister er klassicismens epigoner: Ries, Friedrich Kalkbrenner, Moscheles, Jan Václav Voříšek, Henri Herz, Adolf Henselt, 1836 dog også Felix Mendelssohn Bartholdy.
Han foretog rejser, deriblandt med François Prume og med Christian Kellermann, og blev 1842 udnævnt til kgl. kammermusikus og var også klaverlærer ved hoffet. 1846 rejste han til Amerika, koncerterede i flere år på de danske øer i Vestindien, i Venezuela og på øen Trinidad, giftede sig med Elise (født ca. 1837 – 27. januar 1908 i Baltimore) og bosatte sig i Baltimore, hvor han levede som klaverlærer ved det med Peabody-institutionen forbundne konservatorium (for hvilket Asger Hamerik blev direktør). Nogle salonkompositioner for pianoforte udkom i København og i Baltimore.

### Noder
- Frie noder af Bernhard Courländer i International Music Score Library Project